# Inguchétia

A República da Inguchétia ou da Inguxétia (russo:  Респу́блика Ингуше́тия, tr. Respúblika Ingushétia; em inguche:  ГӀалгӀай Мохк, tr. Ğalğaj Moxk), Ingúchia ou Ingúxia é uma divisão federal da Federação da Rússia (uma república), localizada na região do Cáucaso do Norte. Seus idiomas oficiais são o inguche e o russo, e sua capital é Magas, pequena cidade situada nos arredores sudeste de Nazran, até recentemente capital da república.
É a menor divisão federal da Rússia, com a exceção das três cidades federais, Moscovo, São Petersburgo e Sebastopol, e foi fundada em 4 de junho de 1992, após a República Socialista Soviética Autônoma Checheno-Inguche se dividir em duas outras repúblicas. A Inguchétia é lar dos inguches, um povo de ascendência vainaque.
O nome "Inguchétia" deriva do nome da antiga aldeia de Ongusht (renomeada em 1859 como Tarskaia, e transferida em 1944 para a Ossétia do Norte) e do sufixo georgiano -eti, que significa "(terra) onde vivem" (neste caso, os inguches).
A Inguchétia continua a ser uma das mais pobres e conturbadas regiões russas. O atual conflito militar na vizinha Chechênia chega ocasionalmente à Inguchétia, e a república tem sido desestabilizada pela corrupção, por vários crimes de extrema gravidade (como o sequestro e assassínio de civis por forças de segurança governamentais), protestos contra o governo, ataques a funcionários e soldados, excessos militares das tropas russas e uma situação dos direitos humanos que se deteriora.

## Geografia

### Geografia física
A Inguchétia fica situada na Ciscaucásia, na vertente norte da cadeia do Cáucaso.

### Geografia humana
De acordo com o recenseamento de 2002, os inguches constituem o grupo mais numeroso, com cerca de 77% da população total, seguidos dos chechenos com 20,4%, russos com 1,2% e turcos 0,2%.
Tanto inguches como chechenos são de tradição muçulmana sunita.

## História
Os inguches viveram nas montanhas entre os séculos XVI–XVII, quando alguns deles começaram a descer para a planície. Na época do Reino Dzurdzukêtia (correspondente aos territórios atuais da Chechênia e Inguchétia), a região foi invadida pelo Império Mongol. A resistência aos mongóis tornou-se tema de contos folclóricos para inguches e chechenos. Em 1770 foi selado um acordo entre a Inguchétia e o Império Russo para que a Inguchétia fizesse parte do império, protegendo-se de invasores. Em 1810, o Império Russo anexa a Inguchétia. Os russos construíram fortificações na região e mudaram-se um grande número de inguches para a base militar em Nazran. O mandato russo foi repressivo, devido à resistência desenvolvida entre os inguches, culminando com a revolta de Nazran em 1858. Os inguches foram, no entanto, menos bélicos em enfrentar os russos que o povo checheno, pelo que a sua presença na rebelião Shamil em meados do século XIX, na qual vários povos do Cáucaso levantaram-se contra o domínio russo, era inferior aos dos últimos.
Durante a Revolução Russa de 1917 e a subsequente guerra civil, ocorreram combates no território da Inguchétia entre tropas bolcheviques do Exército Vermelho e as antissoviéticas do Exército Branco. Em 1920, o poder soviético foi estabelecido no território da Inguchétia, e em 1924 criou-se o oblast (então visto como distrito), dentro do Inguchétia Autónoma na Rússia Soviética, com a cidade de Vladikavkaz (atualmente na Ossétia do Norte-Alânia) como seu centro administrativo. Em 1934, a Chechênia e a Inguchétia foram unidas para formar o Oblast Autónomo checheno-inguche, tornando-se república autónoma em 1936. Em 1944, durante a Segunda Guerra Mundial, Stalin acusou os inguches de colaborar com os nazistas, por isso foram deportados para a Ásia Central, naquilo que posteriormente foi chamado de Operação Lentilha em referência às numerosas plantações de lentinha existentes no Cazaquistão, para onde foram deportados. A deportação tornou-se um ponto crítico na história da região, que até hoje causa danos e se repercute no desenvolvimento dos eventos. Durante a Segunda Guerra, Hitler tentou tomar o petróleo em Baku, Azerbaijão, mas suas tropas foram detidas exatamente na Inguchétia durante a Operação Defensiva Mozdok-Malgobek.

Os inguches voltariam para sua terra natal em 1957 e passariam a exigir a devolução de Prigorodni Oriental, um distrito que se estende ao longo do rio Terek, que havia sido transferido para a Ossétia durante a deportação. O conflito iniciou-se em 1992 de acordo com o Helsinki Human Rights Watch. Grupos militares ossetas orquestraram uma limpeza étnica durante outubro e novembro de 1992, resultando na morte de mais de 600 inguches e na expulsão de 60 000 inguches, habitantes do distrito. Centenas foram feitos reféns por uma combinação de forças armadas russas e ossetas na escola de Beslan, privados de água e comida; no mínimo um bebê recém-nascido e quase 100 homens foram mortos. Este evento levou à vingança no mesmo local, o Massacre de Beslan, cometido por um grupo armado composto de chechenos e inguches. Em setembro de 2004, Alexander Litvinenko especulou que o Serviço Federal de Segurança (FSB) estava ciente do atentado, de antemão; e que eles próprios deveriam ter organizado o ataque para incriminar os povos dominados do Cáucaso. Os responsáveis pelo incidente estariam sob custódia da FSB e foram liberados muito pouco antes dos ataques.

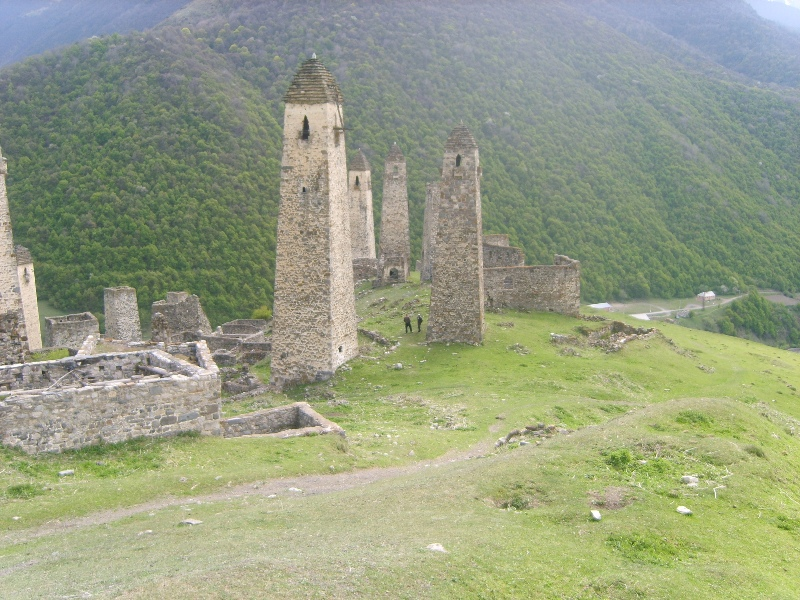
Atalaias da aldeia de Erzi, Inguchétia

Quando a Chechênia declarou a sua independência da Rússia em novembro de 1991, pouco antes da dissolução da União Soviética, os inguches se separaram da Chechênia para formar a sua própria república. Em dezembro de 1992, o Congresso dos Deputados do Povo da Rússia reconheceu a Inguchétia como uma república soberana na Rússia. A nova entidade continuou a exigir a devolução do distrito nas mãos da Ossétia do Norte-Alânia, o que começou em 1992, hostilidades entre as regiões vizinhas. Os líderes russos e inguches apressaram-se para mediar o conflito. Desde essa altura, quase todos os mais de 50 000 inguches que viviam na Ossétia do Norte foram forçados a fugir. A maioria dos refugiados vive hoje na Inguchétia, mas existem populações significativas na Bélgica, Cazaquistão, Ucrânia, Turquia, Síria, Noruega, Finlândia, Jordânia e Iraque.
Atualmente, inguches são sequestrados pela FSB. Desde 2002, mais de 180 homens desapareceram para nunca mais ser vistos. Inguches vivendo no exterior também não estão seguros, e podem ser perseguidos por agentes russos. O desemprego na Inguchétia é extremamente elevado, atingindo metade da população.
Muitos inguches morrem em incidentes envolvendo grupos terroristas em embates com as autoridades. De acordo com o presidente Yevkurov, mais de 700 policiais foram mortos na Inguchétia desde 2007.